# Bloc Québécois
Bloc Québécois är ett federalt, separatistiskt parti i Kanada. Partiet förespråkar suveränitet, i praktiken självständighet, för Québec från Kanada. Partiet har nära förbindelser med Parti Québécois som är ett provinsiellt parti i Québec.

## Historik
Bloc Québécois bildades i början av 1990-talet av progressiva konservativa och liberala parlamentsledamöter från Québec. I deras första val 1993 vann de 54 av Quebecs 75 platser i parlamentet och blev det största oppositionspartiet. Resultatet har aldrig överträffats av partiet, men tangerades 2004. I 2011 års val sjönk stödet för Bloc Québécois dramatiskt då de gick från 49 till 4 platser i parlamentet, i samband med att socialdemokratiska NDP gick kraftigt framåt i Québec.